# Raimundo Irineu Serra
Raimundo Irineu Serra, auch bekannt als Mestre Irineu (Lehrer/Meister Irineu) und Mestre Juramidam, (* 15. Dezember 1892 in São Vicente Ferrer, Maranhão, Brasilien; † 6. Juli 1971 in Rio Branco) war der Gründer der synkretistischen Religion Santo Daime. 
Irineu wuchs römisch-katholisch auf und war Sohn der ehemaligen Sklaven Sancho Martino und Joana Assunção. 1912 zog er als einer von vielen Migranten aus Brasiliens armen Nordosten auf der Suche nach Arbeit auf Kautschuk-Plantagen ins Amazonas-Gebiet.
In der Stadt Brasiléia an der Grenze zu Bolivien kam er in Kontakt mit Indigenen, von denen er die Anwendung von Ayahuasca kennenlernte. Dabei erschien ihm die Jungfrau Maria in Gestalt der Rainha da Floresta (Königin des Waldes), die ihn seiner Erzählung nach anleitete, eine religiöse Doktrin zu entwickeln, basierend auf dem rituellen Trinken des von Indigenen seit Jahrtausenden konsumierten, psychedelisch wirkenden Pflanzensuds Ayahuasca, sowie auf christlichen, indigenen und westafrikanischen spirituellen Einflüssen.
1930 gründete Irineu das erste Gemeindezentrum. 1945 erwarb die Gemeinde um Irineu ein Stück Land, wo das Gemeindezentrum 'Alto Santo' errichtet wurde. Irineu begann, unter dem Einfluss von Ayahuasca Hymnen zu empfangen, deren Texte die Prinzipien der Doktrin enthielten und die seit damals bei Santo Daime-Ritualen gesungen werden.